# Region turystyczny
Region turystyczny – jest to obszar o jednakowym typie środowiska geograficznego i jednocześnie dużej koncentracji ruchu turystycznego. Większe obszary klasyfikowane są jako regiony turystyczne (np. Wybrzeże, Pojezierze Mazurskie, Karpaty), a mniejsze znajdujące się ich granicach jako rejony turystyczne.